# Borjana Krišto
Borjana Krišto (Livno, 13 de agosto de 1961) es una política bosniocroata, perteneciente al partido Unión Demócrata Croata de Bosnia y Herzegovina. Es la actual Presidenta del Consejo de Ministros de Bosnia y Herzegovina desde el 25 de enero de 2023. Previamente fue presidenta de la Federación de Bosnia y Herzegovina, una de las dos entidades políticas que componen Bosnia y Herzegovina, desde el 22 de febrero de 2007 hasta el 17 de marzo de 2011. Ha sido la primera mujer que ha ocupado dichos puestos.
- Datos: Q387491
- Multimedia: Borjana Krišto / Q387491